# 陈奇之
陈奇之，宋朝政治人物。
陈奇之曾于1222年接替张孝闻任华亭县知县一职，1224年由王琮接任。